# Eudonia passalota
Eudonia passalota là một loài bướm đêm thuộc họ Crambidae. Nó là loài đặc hữu của Maui.